# Vicente Saldívar
Vicente Saldívar (Città del Messico, 5 marzo 1943 – 18 luglio 1985) è stato un pugile messicano.
Campione del mondo dei pesi piuma dal 1964 al 1967 e nel 1970.

## La carriera

### Carriera da dilettante
Mancino, ha rappresentato il Messico ai Giochi della XVII Olimpiade di Roma 1960, nei pesi piuma, perdendo al primo turno ai punti (3-2) di fronte allo svizzero Ernst Chervet, fratello maggiore del più noto Fritz.

### Carriera da professionista
Divenne professionista nel 1961, sempre nei piuma. Nel 1964 batté ai punti il futuro campione mondiale dei leggeri Ismael Laguna nella semifinale per il titolo dei pesi piuma. 
Grazie a questa vittoria fu ammesso a sfidare il Campione del Mondo in carica, il cubano Sugar Ramos a Città del Messico, il 7 maggio 1965. Conquistò il titolo mondiale per Knock-out tecnico all'ultimo dei 15 round di una battaglia estremamente cruenta. 
Rimase Campione del mondo dei pesi piuma dal 1964 al 1967, difendendo il titolo per ben otto volte e ritirandosi con ancora indosso la cintura. 
Nella sua prima difesa del titolo, sconfisse il futuro campione Raul Rojas. Il 7 settembre 1965, sconfisse il gallese Howard Winstone nel primo di tre incontri con una decisione ai punti. Dopo quella vittoria, abbatté il ghanese Floyd Robertson al secondo round. Ha quindi sconfitto il giapponese Mitsunori Seki in due combattimenti consecutivi. Il 15 giugno 1967, Saldívar sconfisse Winstone ancora una volta con una decisione ai punti. Nel 1996, la rivista Ring Magazine incluse questo match al 65º posto nella lista dei 100 più grandi combattimenti di tutti i tempi. 
Nell'ultima puntata della loro trilogia, sconfisse Howard Winstone per KO al 12º round. Dopo quella gara, nell'ottobre del 1967, Saldívar annunciò il suo ritiro. 
Risalì sul ring dopo 21 mesi di inattività battendo ai punti in dieci riprese l'ex Campione del Mondo José Legrá Utría nella potenziale semifinale per il titolo.
Il 9 maggio 1970, al Palazzo dello Sport di Roma combatté contro il nuovo Campione del Mondo Johnny Famechon. I round iniziali furono condotti dal messicano ma Famechon con un pugno preciso, lo ferì all'occhio destro che cominciò vistosamente a gonfiarsi. Saldívar, a questo punto, dall'alto della sua esperienza, si limitò a colpire di rimessa, consapevole di essere in vantaggio. Al tredicesimo round, mise al tappeto l'australiano che e si rialzò al conto di otto. Il match si concluse con verdetto unanime a favore di Saldívar, che riconquistò il titolo mondiale.
Questo regno, tuttavia, ebbe vita breve. Saldívar perse la corona solo sette mesi dopo alla sua prima difesa contro il giapponese Kuniaki Shibata, per abbandono al 12º round.
Il 21 ottobre 1973, a Salvador de Bahia, fu messo KO al 4º round dall'antico dominatore della categoria dei pesi gallo, Éder Jofre che, nel frattempo, si era impossessato anche della cintura dei piuma. Dopo tale sconfitta, decise di ritirarsi definitivamente dalla boxe.

### Dopo il ritiro
Morì a 42 anni. La International Boxing Hall of Fame lo ha ammesso fra i più grandi pugili di ogni tempo. Nel 2002 la rivista The Ring lo ha collocato al 13º posto in una propria classifica dei migliori pesi piuma della storia del pugilato e al 73º posto in quella degli 80 migliori pugili degli ultimi 80 anni.